# Dorfkirche Trossin

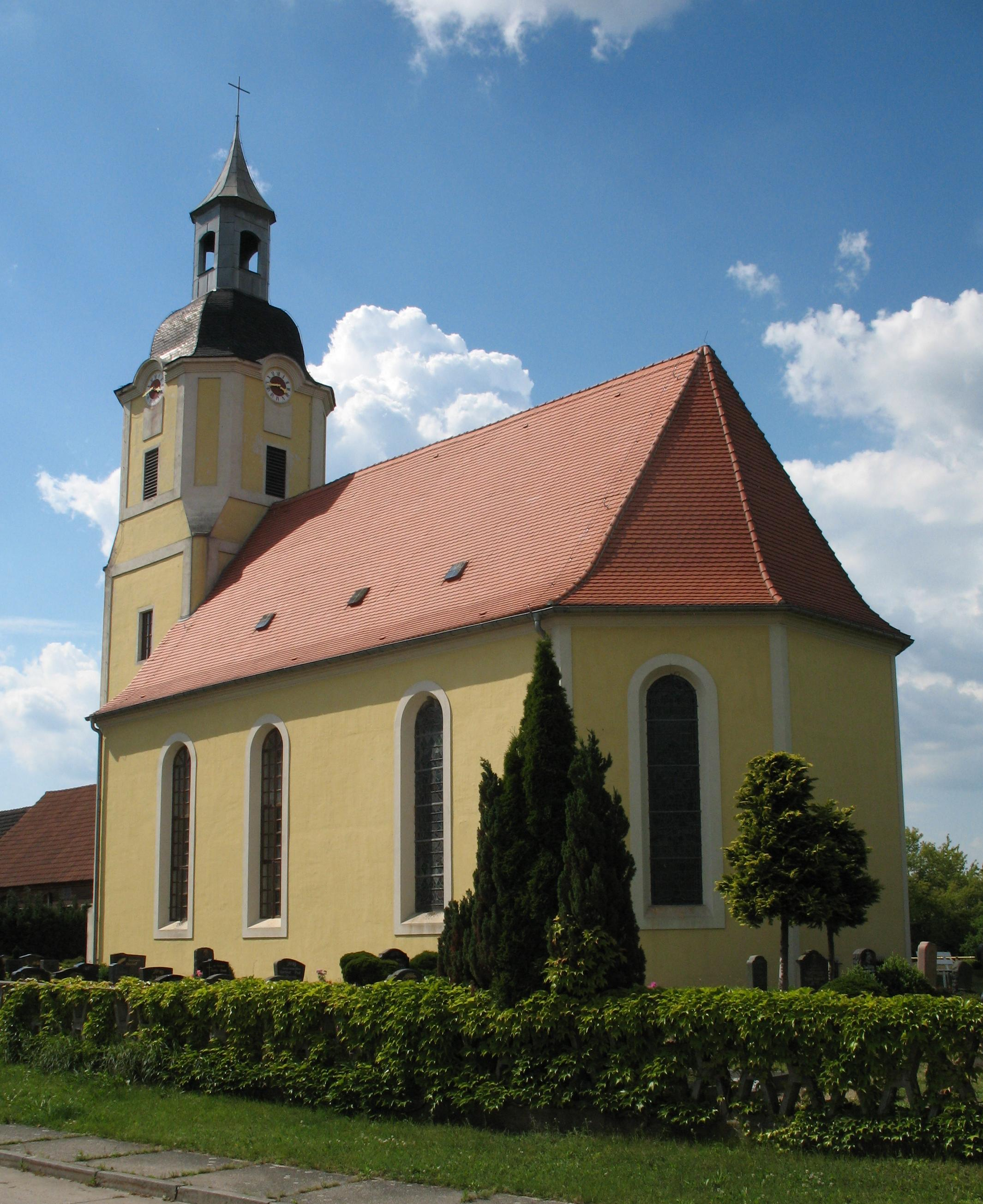
Dorfkirche Trossin

Die evangelische Dorfkirche Trossin ist eine barocke Saalkirche in Trossin im Landkreis Nordsachsen. Sie gehört zur Kirchengemeinde Dommitzsch-Süptitz im Kirchenkreis Torgau-Delitzsch der Evangelischen Kirche in Mitteldeutschland.

## Geschichte und Architektur
Die weiträumige Saalkirche ist bezeichnet mit 1776, innen am Tragbalken der Glocke. Sie endet in einem Chor mit Dreiachtelschluss. Ein Westturm auf quadratischem Grundriss akzentuiert das Bauwerk, das Glockengeschoss ist oktogonal gebildet, an allen Seiten ist ein rundes Ziffernblatt der Turmuhr über das Traufgesims hinaus ragend angebracht; eine geschweifte Dachhaube (Schiefer) mit Laterne und ein konkav geschwungenes Zeltdach mit Kreuz bilden den Abschluss. Die Kirche ist ein verputzter Massivbau. Ein Satteldach mit Biberschwanzdeckung schließt das Bauwerk ab. Rundbogenfenster erhellen das Innere, an der Nordseite ist eine Loge angebaut. Innen sind dreiseitige Emporen eingebaut, seitlich zweigeschossig, die eingeschossige Orgelbrüstung besteht aus hölzernen Balustern. Die Kirche ist im Innern flach gedeckt.

## Ausstattung
Die Kirche hat eine weitgehend einheitliche Ausstattung aus der Bauzeit bewahrt.
Der Kanzelaltar ist mit seitlich gedoppelten Pilastern und Architrav mit gesprengtem Schweifgiebel und Gloriole gegliedert, nordseitig ist eine Patronatsloge angeordnet, gegenüber eine farbige Glasmalerei mit Abbildung des Gutsherren Küstner, des Stifters der Fenster.
Die Orgel ist ein Werk von Johann Gottlieb Mauer aus Leipzig aus dem Jahr 1777, das im Jahr 1888 umgebaut wurde.
Ein hölzerner Taufstein mit Messing-Taufbecken (17. Jahrhundert) und getriebenen Ornament- und Buchstabenfriesen (1. Viertel des 16. Jahrhunderts) gehört weiterhin zur Ausstattung.
Mehrere in der Kirche aufgestellte Grabsteine sind weiterhin zu erwähnen:
- unter der Patronatsloge drei aufgestellte barocke Grabsteine aus Sandstein
- volutenförmig abgeschlossener Grabstein der „Maria Katarina, verehelicht gewesen auf der Furth-Mühle, geb. 1703, gestorben 1784“
- Sandstein-Grabstein mit rundbogigem oberen Abschluss, Kronen- und Totenkopfrelief
- gegenüber aufgestellter, fast identischer weiterer Grabstein eines Johann Gottlob … (weitere Inschrift unleserlich)
- barockes Sandstein-Grab mit Kartusche, seitlich Kelch und Buch-Relief und Krone, von 1780 (vermutlich), Grab eines Pastors von Trossin mit Strahlenaufsatz
- vier barocke bzw. Rokoko-Grabsteine im Westteil des Kirchenschiffes auf rustizierten Sockeln:
- Sandstein-Grab von 1764 (vermutlich) mit seitlichen Figurenreliefs, Krone, Kruzifix und Engelsköpfen
- Sandstein-Grab (Anfang 18. Jahrhundert) mit Karniesbogenabschluss, seitlich Engelrelief, Krone, Voluten
- Sandstein-Grab der Anna Maria Naislerin (?) von 1732 (?) mit zwei Engelsköpfen, leicht rundbogiger Abschluss
- Sandstein-Grab von Johann Gottfried … von 1763, zwei Rocaille-Kartuschen, Engelrelief

Fünf weitere Grabsteine sind im westlichen Vorraum der Kirche aufgestellt:
- großer Sandstein-Grabstein aus zwei Kartuschen mit Volutenaufsatz sowie Symbole eines Baumeisters (Zirkel, Winkel), seitlich Engelsköpfe, Ende 18. Jahrhundert (vermutlich 1779)
- Sandstein-Grabstein 18. Jahrhundert mit Engelrelief mit Krone
- ähnlich gestalteter weiterer Grabstein aus Sandstein mit flachbogigem Abschluss und seitlichen Voluten
- Sandstein-Grabstein (liegend) einer Zwillingstochter Brigitta, Rückseite ebenfalls beschriftet, seitlich Voluten, Karniesbogenabschluss mit Engelskopfrelief
- Sandstein-Grabstein eines Pfarrers mit Kelchrelief und Kruzifix, Krone und Engelsköpfen, seitlich Voluten

Die Einfriedung des Kirchhofs bildet eine Bruchsteinmauer, darüber Ziegelstein, quadratische Ziegelsteinpfeiler mit Sandstein-Abdeckung gliedern die Mauer mit gelber Klinkerabdeckung, vier Sandstein-Torpfeiler, zum Teil mit Kreuzaufsatz, mit Eisentor bilden den Zugang.